# 남자는 괴로워 35
남자는 괴로워 35(男はつらいよ 寅次郞戀愛塾: Tora-san, The Go-between)는 일본에서 제작된 야마다 요지 감독의 1985년 코미디 영화이다. 아츠미 키요시 등이 주연으로 출연하였다.

## 출연

### 주연
- 아츠미 키요시
- 바이쇼 치에코

### 조연
- 히구치 카나코
- 히라타 미츠루
- 마에다 긴
- 시모조 마사미
- 미사키 치에코
- 요시오카 히데타카
- 다자이 히사오
- 류 치슈
- 미호 쥰
- 타나카 세츠코